# Eintracht Frankfurt 1987-1988
Questa voce raccoglie le informazioni riguardanti l'Eintracht Frankfurt nelle competizioni ufficiali della stagione 1987-1988.

## Stagione
Nella stagione 1987-1988 l'Eintracht Francoforte, allenato da Karlheinz Feldkamp, concluse il campionato di Bundesliga al 9º posto. In Coppa di Germania l'Eintracht Francoforte vinse la finale con il Bochum.

## Rosa
| N. |                     | Ruolo | Calciatore            |
| -- | ------------------- | ----- | --------------------- |
|    | Germania (bandiera) | P     | Thomas Ernst          |
|    | Germania (bandiera) | P     | Hans-Jürgen Gundelach |
|    | Germania (bandiera) | P     | Uli Stein             |
|    | Germania (bandiera) | D     | Uwe Bindewald         |
|    | Germania (bandiera) | D     | Manfred Binz          |
|    | Germania (bandiera) | D     | Alexander Conrad      |
|    | Germania (bandiera) | D     | Thomas Klepper        |
|    | Germania (bandiera) | D     | Charly Körbel         |
|    | Germania (bandiera) | D     | Michael Kostner       |
|    | Germania (bandiera) | D     | Armin Kraaz           |
|    | Germania (bandiera) | D     | Volker Münn           |
|    | Germania (bandiera) | D     | Dietmar Roth          |

| N. |                     | Ruolo | Calciatore           |
| -- | ------------------- | ----- | -------------------- |
|    | Germania (bandiera) | D     | Dieter Schlindwein   |
|    | Ungheria (bandiera) | C     | Lajos Détári         |
|    | Germania (bandiera) | C     | Dirk Heitkamp        |
|    | Germania (bandiera) | C     | Frank Schulz         |
|    | Germania (bandiera) | C     | Ralf Sievers         |
|    | Germania (bandiera) | A     | Ralf Balzis          |
|    | Germania (bandiera) | A     | Holger Friz          |
|    | Germania (bandiera) | A     | Ralf Haub            |
|    | Germania (bandiera) | A     | Uwe Müller           |
|    | Polonia (bandiera)  | A     | Włodzimierz Smolarek |
|    | Polonia (bandiera)  | A     | Janusz Turowski      |

## Organigramma societario
Area tecnica
- Allenatore: Karlheinz Feldkamp
- Allenatore in seconda: Jürgen Sparwasser, Timo Zahnleiter
- Preparatore dei portieri:
- Preparatori atletici:

## Calciomercato

### Sessione estiva
| Acquisti | Acquisti           | Acquisti            | Acquisti |
| R.       | Nome               | da                  | Modalità |
| -------- | ------------------ | ------------------- | -------- |
| P        | Uli Stein          | Amburgo             |          |
| A        | Ralf Balzis        | Amburgo             |          |
| C        | Lajos Détári       | Honvéd              |          |
| A        | Holger Friz        | Vikt. Aschaffenburg |          |
| C        | Dirk Heitkamp      | Rot-Weiss Essen     |          |
| D        | Thomas Klepper     | Darmstadt           |          |
| D        | Dietmar Roth       | Schalke 04          |          |
| D        | Dieter Schlindwein | Werder Brema        |          |
| C        | Frank Schulz       | Bochum              |          |

| Cessioni | Cessioni         | Cessioni          | Cessioni |
| R.       | Nome             | a                 | Modalità |
| -------- | ---------------- | ----------------- | -------- |
| A        | Frank Würzburger | Kickers Offenbach |          |
| D        | Thomas Berthold  | Verona            |          |
| C        | Jarosław Biernat | Union Solingen    |          |
| C        | Ralf Falkenmayer | Bayer Leverkusen  |          |
| A        | Harald Krämer    | Sturm Graz        |          |
| A        | Dave Mitchell    | Feyenoord         |          |
| P        | Jürgen Pahl      | Çaykur Rizespor   |          |
| D        | Klaus Theiss     | Amburgo           |          |

### Sessione invernale
| Acquisti | Acquisti | Acquisti | Acquisti |
| R.       | Nome     | da       | Modalità |
| -------- | -------- | -------- | -------- |

| Cessioni | Cessioni        | Cessioni          | Cessioni |
| R.       | Nome            | a                 | Modalità |
| -------- | --------------- | ----------------- | -------- |
| C        | Dieter Kitzmann | Union Solingen    |          |
| C        | Andreas Möller  | Borussia Dortmund |          |

## Risultati

### Bundesliga

#### Girone di andata
| Arbitro: | Wiesel |

|               |           |                         |
| Kohr 16’, 45’ | Marcatori | 71’ Schulz 73’ Turowski |

| Arbitro: | Matheis |

|  |           |             |
|  | Marcatori | 54’ Leifeld |

| Arbitro: | Föckler |

|                          |           |  |
| Mathy 61’, 68’ Prytz 77’ | Marcatori |  |

| Arbitro: | Pauly |

|  |           |                 |
|  | Marcatori | 66’, 76’ Walter |

| Arbitro: | Bruch |

|           |           |                              |
| Buncol 4’ | Marcatori | 55’, 76’ Möller 80’ Smolarek |

| Francoforte sul Meno 1º settembre 1987, ore 20:00 CEST 6ª giornata | Eintracht Francoforte | 0 – 0 referto | Borussia Dortmund | Waldstadion (19 000 spett.)\| Arbitro: \| Zimmermann \| |
| Arbitro:                                                           | Zimmermann            |               |                   |                                                         |

| Arbitro: | Neuner |

|                                             |           |                        |
| Nachtweih 44’ Augenthaler 54’ Wohlfarth 62’ | Marcatori | 2’ Smolarek 37’ Schulz |

| Arbitro: | Assenmacher |

|                                                           |           |                |
| Möller 12’ Klepper 25’ Balzis 56’ Smolarek 58’ Körbel 84’ | Marcatori | 69’ Bockenfeld |

| Arbitro: | Kautschor |

|                                                         |           |                         |
| Keim 47’ Westerbeek 52’ Kruszyński 55’ Blättel 59’, 67’ | Marcatori | 43’ Détári 80’ Smolarek |

| Arbitro: | Broska |

|                                  |           |              |
| Smolarek 26’ Schulz 84’ Binz 88’ | Marcatori | 33’ Eckstein |

| Arbitro: | Matheis |

|                                         |           |            |
| Hochstätter 19’ Bakalorz 35’ Dreßen 74’ | Marcatori | 16’ Schulz |

| Arbitro: | Werner |

|                                 |           |  |
| Schulz 15’ Balzis 49’ Kraaz 70’ | Marcatori |  |

| Arbitro: | Kriegelstein |

|                  |           |           |
| Olsen 18’ (aut.) | Marcatori | 46’ Görtz |

| Arbitro: | Kruse |

|                                   |           |  |
| Votava 44’ Schlindwein 45’ (aut.) | Marcatori |  |

| Arbitro: | Strigel |

|                      |           |  |
| Möller 2’ Balzis 60’ | Marcatori |  |

| Arbitro: | Weber |

|                        |           |                                |
| Grillemeier 25’ (rig.) | Marcatori | 17’ (rig.) Détári 58’ Smolarek |

| Arbitro: | Schmidhuber |

|                                                      |           |  |
| Körbel 35’ Détári 36’ Schulz 76’ Smolarek 83’ (rig.) | Marcatori |  |

#### Girone di ritorno
| Arbitro: | Ahlenfelder |

|  |           |                       |
|  | Marcatori | 52’ Hartmann 72’ Lutz |

| Arbitro: | Osmers |

|           |           |  |
| Kempe 52’ | Marcatori |  |

| Arbitro: | Wiesel |

|                                      |           |          |
| Smolarek 50’ Turowski 52’ Détári 84’ | Marcatori | 57’ Fach |

| Arbitro: | Kautschor |

|                |           |  |
| Schütterle 68’ | Marcatori |  |

| Arbitro: | Tritschler |

|                             |           |                          |
| Klepper 14’ Détári 25’, 80’ | Marcatori | 37’ Falkenmayer 40’ Tita |

| Arbitro: | Barnick |

|                              |           |            |
| Helmer 46’ Hupe 78’ Mill 90’ | Marcatori | 35’ Schulz |

| Arbitro: | Pauly |

|              |           |                     |
| Turowski 71’ | Marcatori | 73’ (rig.) Matthäus |

| Arbitro: | Kruse |

|                     |           |                         |
| Roscher 72’ Lux 88’ | Marcatori | 31’ Turowski 46’ Détári |

| Arbitro: | Broska |

|            |           |                 |
| Détári 61’ | Marcatori | 8’, 47’ Freiler |

| Arbitro: | Strigel |

|             |           |              |
| Brunner 55’ | Marcatori | 51’ Smolarek |

| Arbitro: | Bruch |

|                       |           |  |
| Binz 33’ Turowski 69’ | Marcatori |  |

| Arbitro: | Ahlenfelder |

|                |           |                            |
| Kastl 12’, 66’ | Marcatori | 73’ Schlindwein 83’ Balzis |

| Arbitro: | Werner |

|                |           |            |
| Littbarski 65’ | Marcatori | 23’ Détári |

| Arbitro: | Kautschor |

|  |           |            |
|  | Marcatori | 70’ Riedle |

| Gelsenkirchen 7 maggio 1988, ore 15:30 CEST 32ª giornata | Schalke 04 | 0 – 0 referto | Eintracht Francoforte | Parkstadion (12 500 spett.)\| Arbitro: \| Osmers \| |
| Arbitro:                                                 | Osmers     |               |                       |                                                     |

| Arbitro: | Föckler |

|                         |           |                                |
| Détári 5’, 84’ Friz 22’ | Marcatori | 51’, 87’ Reich 69’ Grillemeier |

| Arbitro: | Krug |

|             |           |            |
| Glesius 88’ | Marcatori | 17’ Schulz |

### Coppa di Germania
| Arbitro: | Mierswa |

|                                  |           |               |
| Möller 16’ Schulz 29’ Balzis 72’ | Marcatori | 43’, 63’ Thon |

| Arbitro: | Brehm |

|                                |           |  |
| Turowski 43’, 64’ Smolarek 62’ | Marcatori |  |

| Arbitro: | Zimmermann |

|  |           |                   |
|  | Marcatori | 77’ (rig.) Détári |

| Arbitro: | Gabor |

|                                              |           |                            |
| Détári 22’ Sievers 33’ Binz 55’ Smolarek 64’ | Marcatori | 10’ (aut.) Münn 39’ Funkel |

| Arbitro: | Pauly |

|  |           |            |
|  | Marcatori | 45’ Schulz |

| Arbitro: | Heitmann |

|            |           |  |
| Détári 81’ | Marcatori |  |

## Statistiche

### Statistiche di squadra
| Competizione      | Punti | In casa | In casa | In casa | In casa | In casa | In casa | In trasferta | In trasferta | In trasferta | In trasferta | In trasferta | In trasferta | Totale | Totale | Totale | Totale | Totale | Totale | DR  |
| Competizione      | Punti | G       | V       | N       | P       | Gf      | Gs      | G            | V            | N            | P            | Gf           | Gs           | G      | V      | N      | P      | Gf     | Gs     | DR  |
| ----------------- | ----- | ------- | ------- | ------- | ------- | ------- | ------- | ------------ | ------------ | ------------ | ------------ | ------------ | ------------ | ------ | ------ | ------ | ------ | ------ | ------ | --- |
| Bundesliga        | 31    | 17      | 8       | 4       | 5       | 31      | 18      | 17           | 2            | 7            | 8            | 20           | 32           | 34     | 10     | 11     | 13     | 51     | 50     | +1  |
| Coppa di Germania | -     | 4       | 4       | 0       | 0       | 11      | 4       | 2            | 2            | 0            | 0            | 2            | 0            | 6      | 6      | 0      | 0      | 13     | 4      | +9  |
| Totale            | 31    | 21      | 12      | 4       | 5       | 42      | 22      | 19           | 4            | 7            | 8            | 22           | 32           | 40     | 16     | 11     | 13     | 64     | 54     | +10 |

### Andamento in campionato
| Giornata  | 1 | 2  | 3  | 4  | 5  | 6  | 7  | 8  | 9  | 10 | 11 | 12 | 13 | 14 | 15 | 16 | 17 | 18 | 19 | 20 | 21 | 22 | 23 | 24 | 25 | 26 | 27 | 28 | 29 | 30 | 31 | 32 | 33 | 34 |
| --------- | - | -- | -- | -- | -- | -- | -- | -- | -- | -- | -- | -- | -- | -- | -- | -- | -- | -- | -- | -- | -- | -- | -- | -- | -- | -- | -- | -- | -- | -- | -- | -- | -- | -- |
| Luogo     | T | C  | T  | C  | T  | C  | T  | C  | T  | C  | T  | C  | C  | T  | C  | T  | C  | C  | T  | C  | T  | C  | T  | C  | T  | C  | T  | C  | T  | T  | C  | T  | C  | T  |
| Risultato | N | P  | P  | P  | V  | N  | P  | V  | P  | V  | P  | V  | N  | P  | V  | V  | V  | P  | P  | V  | P  | V  | P  | N  | N  | P  | N  | V  | N  | N  | P  | N  | N  | N  |
| Posizione | 8 | 13 | 17 | 18 | 17 | 16 | 16 | 12 | 15 | 12 | 12 | 10 | 10 | 10 | 10 | 8  | 7  | 7  | 9  | 7  | 8  | 7  | 9  | 9  | 9  | 9  | 9  | 9  | 9  | 10 | 10 | 10 | 10 | 9  |

Legenda:

Luogo: C = Casa; T = Trasferta. Risultato: V = Vittoria; N = Pareggio; P = Sconfitta.

### Statistiche dei giocatori
| Giocatore      | Bundesliga | Bundesliga | Bundesliga  | Bundesliga | Coppa di Germania | Coppa di Germania | Coppa di Germania | Coppa di Germania | Totale   | Totale | Totale      | Totale     |
| Giocatore      | Presenze   | Reti       | Ammonizioni | Espulsioni | Presenze          | Reti              | Ammonizioni       | Espulsioni        | Presenze | Reti   | Ammonizioni | Espulsioni |
| -------------- | ---------- | ---------- | ----------- | ---------- | ----------------- | ----------------- | ----------------- | ----------------- | -------- | ------ | ----------- | ---------- |
| R. Balzis      | 21         | 4          | 2           | 0          | 4                 | 1                 | 0                 | 0                 | 25       | 5      | 2           | 0          |
| U. Bindewald   | 0          | 0          | 0           | 0          | 0                 | 0                 | 0                 | 0                 | 0        | 0      | 0           | 0          |
| M. Binz        | 34         | 2          | 3           | 0          | 6                 | 1                 | 0                 | 0                 | 40       | 3      | 3           | 0          |
| A. Conrad      | 0          | 0          | 0           | 0          | 0                 | 0                 | 0                 | 0                 | 0        | 0      | 0           | 0          |
| L. Détári      | 33         | 11         | 1           | 0          | 6                 | 3                 | 1                 | 0                 | 39       | 14     | 2           | 0          |
| T. Ernst       | 1          | 0          | 0           | 0          | 0                 | 0                 | 0                 | 0                 | 1        | 0      | 0           | 0          |
| H. Friz        | 6          | 1          | 1           | 0          | 1                 | 0                 | 0                 | 0                 | 7        | 1      | 1           | 0          |
| H. Gundelach   | 14         | 0          | 0           | 0          | 2                 | 0                 | 0                 | 0                 | 16       | 0      | 0           | 0          |
| R. Haub        | 5          | 0          | 0           | 0          | 1                 | 0                 | 0                 | 0                 | 6        | 0      | 0           | 0          |
| D. Heitkamp    | 15         | 0          | 0           | 0          | 1                 | 0                 | 0                 | 0                 | 16       | 0      | 0           | 0          |
| D. Kitzmann    | 1          | 0          | 0           | 0          | 0                 | 0                 | 0                 | 0                 | 1        | 0      | 0           | 0          |
| T. Klepper     | 25         | 2          | 2           | 0          | 5                 | 0                 | 0                 | 0                 | 30       | 2      | 2           | 0          |
| M. Kostner     | 10         | 0          | 3           | 0          | 1                 | 0                 | 1                 | 0                 | 11       | 0      | 4           | 0          |
| A. Kraaz       | 19         | 1          | 3           | 0          | 3                 | 0                 | 0                 | 0                 | 22       | 1      | 3           | 0          |
| C. Körbel      | 33         | 2          | 5           | 0          | 6                 | 0                 | 0                 | 0                 | 39       | 2      | 5           | 0          |
| A. Möller      | 12         | 4          | 1           | 0          | 2                 | 1                 | 0                 | 0                 | 14       | 5      | 1           | 0          |
| U. Müller      | 16         | 0          | 0           | 0          | 2                 | 0                 | 0                 | 0                 | 18       | 0      | 0           | 0          |
| V. Münn        | 8          | 0          | 2           | 0          | 2                 | 0                 | 0                 | 0                 | 10       | 0      | 2           | 0          |
| D. Roth        | 27         | 0          | 2           | 0          | 6                 | 0                 | 1                 | 0                 | 33       | 0      | 3           | 0          |
| D. Schlindwein | 18         | 1          | 3           | 0          | 4                 | 0                 | 0                 | 0                 | 22       | 1      | 3           | 0          |
| F. Schulz      | 32         | 8          | 1           | 0          | 5                 | 2                 | 0                 | 0                 | 37       | 10     | 1           | 0          |
| R. Sievers     | 31         | 0          | 6           | 0          | 5                 | 1                 | 1                 | 0                 | 36       | 1      | 7           | 0          |
| W. Smolarek    | 33         | 9          | 3           | 0          | 6                 | 2                 | 1                 | 0                 | 39       | 11     | 4           | 0          |
| U. Stein       | 20         | 0          | 0           | 0          | 4                 | 0                 | 0                 | 0                 | 24       | 0      | 0           | 0          |
| J. Turowski    | 23         | 5          | 2           | 0          | 4                 | 2                 | 0                 | 0                 | 27       | 7      | 2           | 0          |